# لن تیمروث
لن تیمروث (انگلیسی: Lene Tiemroth; ۱۶ ژوئیهٔ ۱۹۴۳ – ۳ نوامبر ۲۰۱۶) بازیگر تئاتر، و بازیگر سینما اهل دانمارک بود.
از فیلم‌ها یا برنامه‌های تلویزیونی که وی در آن نقش داشته‌است می‌توان به زبان ایتالیایی برای مبتدی‌ها اشاره کرد.